# Escopetarra

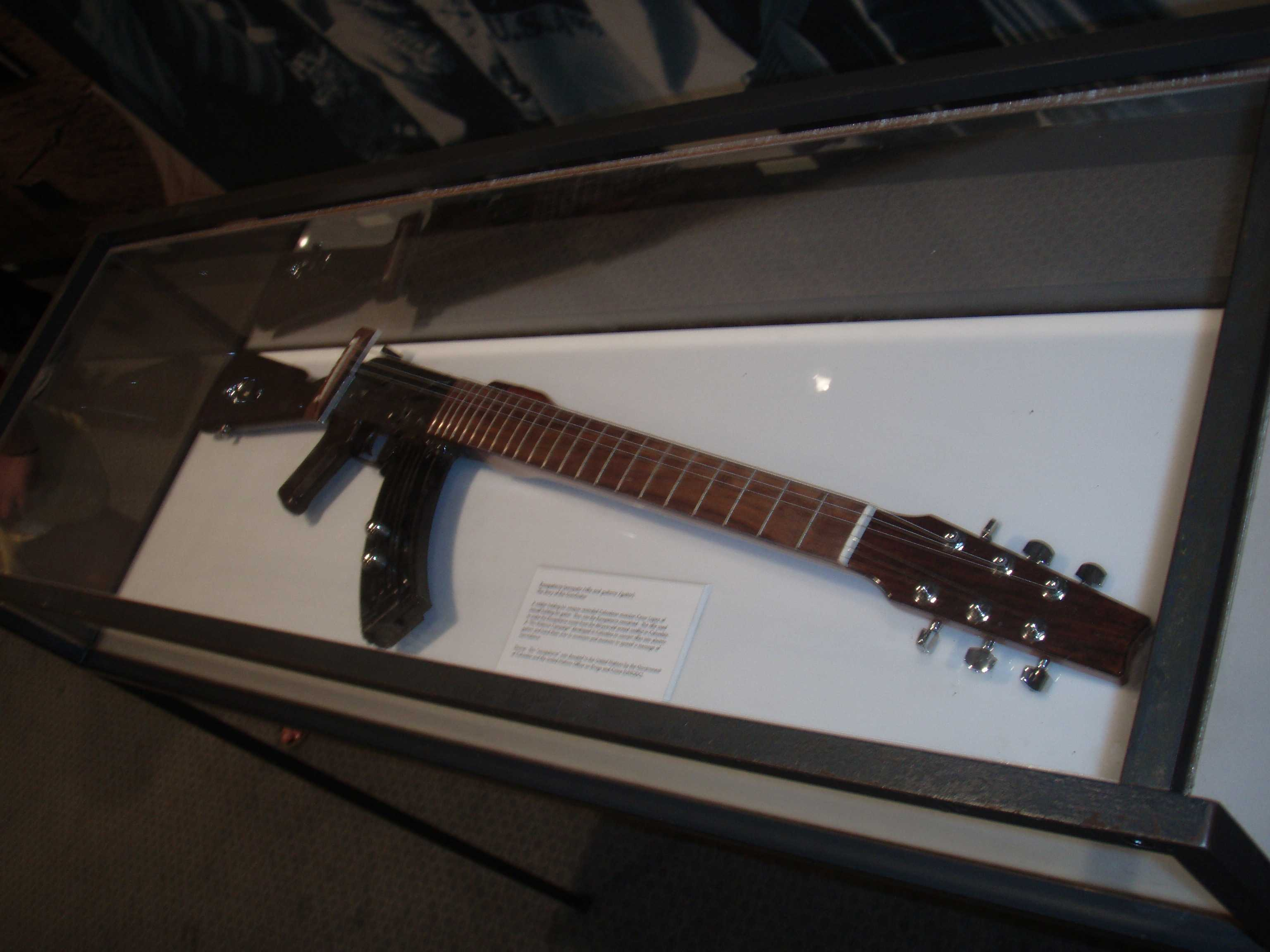
En utställd Escopetarra i Förenta nationernas högkvarter.

En escopetarra är en gitarr tillverkad av ett modifierat gevär för att vara en fredssymbol. Ordet är ett teleskopord av de spanska orden escopeta (gevär) och guitarra (gitarr).
Escopetarran uppfanns av den colombianske fredsaktivisten César López 2003, vilken vid en minnesstund efter bombningen av klubben El Nogal Club, som inträffade samma år, i  Bogotá, såg en soldat som höll ett gevär likt hur man håller en gitarr. Den första escopetarran förfärdigades av ett Winchester-gevär och en elektrisk gitarr av modellen Stratocaster.
Först tillverkade han fem escopetarrer, varav han skänkte fyra till den colombianske musikern Juanes, den argentinske musikern Fito Páez, UNDP och Bogotás stadsförvaltning, och behöll en själv. Juanes sålde sedermera sin escopetarra för 17 000 amerikanska dollar till en insamling för offren för personminor, medan exemplaret som FN fick ställdes ut vid FN:s nedrustningskonferens (Conference on Disarmament) i juni 2006.
År 2006 anskaffade López ytterligare tolv beställda AK-47:or (Kalasjnikov) från Colombias fredskommissariat; när López väl har byggt om dem till gitarrer, ämnar han ge dem till såväl framstående musiker som Shakira, Carlos Santana, och Paul McCartney, som till personer inom politiken som Dalai Lama. Emellertid avböjde en av Dalai Lamas anställda gåvan, eftersom denne menade det var opassande att ge ett vapen som gåva; López säger sig vilja söka tydliggöra sina avsikter.